# Néstor Clausen
Néstor Rolando Clausen (Arrufó, Santa Fe, Argentina; 29 de septiembre de 1962) es un exfutbolista argentino y actual director técnico argentino. Jugaba como defensa.
Fue campeón del mundo con Argentina en el mundial de 1986.

## Inicios
Clausen nació en Arrufó, provincia de Santa Fe, aunque vivió la mayor parte de su infancia en la ciudad de Villada. Siendo chico, jugó en el Racing de Villada. En 1979, llegó a Independiente.

## Carrera

### Como futbolista

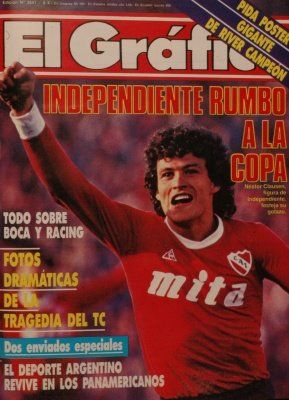
Clausen festeja su gol para clasificar a Independiente a la fase semifinal de la Copa Libertadores. Tapa de El Gráfico, 1987.

Clausen debutó en Independiente el 17 de agosto de 1980, en un encuentro en el que su equipo venció por 1-0 a Tigre como visitante, por la 36.ª fecha del Metropolitano de aquel año. Allí jugó 260 partidos, en los que convirtió un total de 7 goles. Con el conjunto de Avellaneda obtuvo el Metropolitano 1983, y las copas Libertadores e Intercontinental de 1984. Además, se adjudicó el título de Primera División 1988/89, a pesar de haber disputado solamente la mitad del mismo.
Debido a sus orígenes, en 1989 le fue ofrecida la posibilidad de jugar en el Sion suizo, con el cual logró la Copa Suiza en 1991, y la Super Liga al año siguiente. Disputó 73 encuentros, marcando 2 goles.
A mediados de 1994, viajó a Estados Unidos para presenciar el Mundial de Fútbol. Durante la cita, el por entonces presidente de Independiente, Jorge Bottaro, le manifestó su interés por verlo de nuevo en el club. Sin embargo, debido a diferencias con uno de los dirigentes del Rojo, y tras recibir una oferta de parte de Racing, optó por cambiarse de vereda por un año.
Tras finalizar su contrato, viajó a Tucumán para sumarse al plantel de San Martín. Tras una semana de entrenamiento, y sin haber firmado aún su vínculo con el equipo tucumano, recibió un llamado de Ricardo Giusti, compañero suyo durante su primera etapa en Independiente, quien le informó sobre la salida del dirigente que había truncado su vuelta al Rey de Copas, y le ofreció la posibilidad de regresar. A mediados de 1995, Clausen volvía a ponerse la camiseta del club de sus inicios. Logró un nuevo título, el último de su carrera profesional: la Supercopa de 1995.
En 1997, pasó a Arsenal, que por aquel entonces jugaba en el Nacional B. Acabó su carrera allí, un año más tarde.

### Como entrenador
Comenzó a dirigir la reserva de Independiente a partir de 1999. Posteriormente se acopló como coordinador general de las divisiones inferiores durante dos años. En 2001, fue presentado como entrenador del plantel profesional en dupla junto con Ricardo Bochini. Tras la renuncia del Bocha en el 2002, continuó en el cargo en solitario. Ese mismo año, dejó Independiente debido a los problemas económicos que el club sufría, y llegó a Oriente Petrolero para dirigir por nueve meses. Consiguió el Torneo Clausura 2002, aunque luego perdió la final por el título ante Bolívar.
En 2003 se hizo cargo de The Strongest, en donde obtuvo los torneos Apertura y Clausura 2003, sus únicos logros como DT profesional. Entre 2004 y 2005, dirigió a Chacarita Juniors en la Primera B Nacional, donde realizó una mala campaña que casi lleva al club a descender (por segundo año consecutivo) a la B Metropolitana. Logró mantener la categoría luego de empatar los dos encuentros de promoción frente a Platense.
Pasó, además, por Huracán de Tres Arroyos, Sion y Neuchâtel Xamax de Suiza, Al Kuwait Kaifan de Kuwait, Bolívar, Dubai Club de Emiratos Árabes, Blooming, Jorge Wilstermann y Sport Boys Warnes. Tuvo un breve paso por la selección de Bolivia, de la cual estuvo al mando solamente un partido, ante Venezuela en reemplazo de Mauricio Soria.
El 10 de marzo de 2015, fue confirmado como nuevo entrenador de San José de la Primera División de Bolivia, tras la renuncia de Teodoro Cárdenas.

## Selección nacional
Néstor Clausen realizó su debut oficial en una amistoso ante Chile, el 23 de junio de 1983. Argentina se llevó una victoria por 1-0 con gol de Carlos Morete. En aquella oportunidad, Clausen se fue reemplazado a los 44' del segundo tiempo por Julio Olarticoechea. Integró el plantel que se consagró campeón mundial en México. Utilizó la camiseta número 8 y solamente jugó los 90 minutos en el debut ante Corea del Sur, siendo esta su única actuación en una Copa del Mundo.
En total, Clausen disputó internacionalmente 26 partidos y marcó solamente un gol, frente a Venezuela por la 3.ª Jornada del Grupo 1 de la Eliminatoria al Mundial 1986, en el Monumental de River Plate. Argentina ganó aquel encuentro por 3-0, habiendo él obtenido la segunda conquista del equipo a los 43' del segundo tiempo.

### Participaciones en Copas del Mundo
| Mundial                        | Sede   | Resultado | Partidos | Goles |
| ------------------------------ | ------ | --------- | -------- | ----- |
| Copa Mundial de Fútbol de 1986 | México | Campeón   | 1        | 0     |

### Participaciones en Copas América
| Mundial           | Sede              | Resultado     | Partidos | Goles |
| ----------------- | ----------------- | ------------- | -------- | ----- |
| Copa América 1983 | Sin sede fija     | Primera fase  | 1        | 0     |
| Copa América 1989 | Bandera de Brasil | Tercer puesto | 6        | 0     |

## Clubes

### Como futbolista
| Club          | País      | Año       | Partidos | Goles |
| ------------- | --------- | --------- | -------- | ----- |
| Independiente | Argentina | 1980-1988 | 260      | 7     |
| Sion          | Suiza     | 1989-1994 | 73       | 2     |
| Racing        | Argentina | 1994-1995 | 22       | 0     |
| Independiente | Argentina | 1995-1996 | 15       | 0     |
| Arsenal       | Argentina | 1997-1998 | 12       | 0     |

### Como asistente técnico
| Club               | País | Año       |
| ------------------ | ---- | --------- |
| Selección Absoluta | Omán | 2007-2008 |

### Como entrenador
| Club                  | País      | Año         |
| --------------------- | --------- | ----------- |
| Independiente         | Argentina | 2001        |
| Oriente Petrolero     | Bolivia   | 2002-2003   |
| The Strongest         | Bolivia   | 2003-2004   |
| Chacarita Juniors     | Argentina | 2004-2005   |
| Sport Boys Warnes     | Bolivia   | 2006        |
| Sion                  | Suiza     | 2006-2007   |
| Lugano                | Suiza     | 2008-2009   |
| Al Kuwait Kaifan      | Kuwait    | 2009        |
| Bolívar               | Bolivia   | 2010        |
| The Strongest         | Bolivia   | 2011        |
| Dubai Club            | EAU       | 2011        |
| Blooming              | Bolivia   | 2012 - 2013 |
| Wilstermann           | Bolivia   | 2013        |
| Sport Boys Warnes     | Bolivia   | 2014        |
| San José              | Bolivia   | 2015        |
| Mushuc Runa           | Ecuador   | 2016        |
| Sportif Sfaxien       | Túnez     | 2016 - 2017 |
| San José              | Bolivia   | 2017        |
| Oriente Petrolero     | Bolivia   | 2018        |
| San José              | Bolivia   | 2019        |
| Deportivo Llacuabamba | Perú      | 2020        |
| Real Santa Cruz       | Bolivia   | 2021        |
| Blooming              | Bolivia   | 2022        |

## Palmarés

### Como jugador

#### Campeonatos nacionales
| Título                         | Club          | País      | Año     |
| ------------------------------ | ------------- | --------- | ------- |
| Campeonato de Primera División | Independiente | Argentina | 1983    |
| Campeonato de Primera División | Independiente | Argentina | 1988/89 |
| Copa Suiza                     | Sion          | Suiza     | 1990/91 |
| Nationalliga A                 | Sion          | Suiza     | 1991/92 |

#### Campeonatos internacionales
| Título                  | Equipo        | Sede           | Año  |
| ----------------------- | ------------- | -------------- | ---- |
| Copa Libertadores       | Independiente | Avellaneda     | 1984 |
| Copa Intercontinental   | Independiente | Tokio          | 1984 |
| Copa Mundial de la FIFA | Argentina     | México DF      | 1986 |
| Supercopa Sudamericana  | Independiente | Río de Janeiro | 1995 |

### Como entrenador

#### Campeonatos nacionales
| Título                      | Club          | Sede       | Año    |
| --------------------------- | ------------- | ---------- | ------ |
| Primera División de Bolivia | The Strongest | Santa Cruz | A-2003 |
| Primera División de Bolivia | The Strongest | La Paz     | C-2003 |